# Đá rắn
Đá rắn hay đá hút nọc rắn, còn được gọi là đá viper, ngọc rắn, đá đen (black stone - BS), đá serpent (đá rắn lớn), hoặc nagamani là xương hoặc đá động vật được sử dụng làm thuốc dân gian trị rắn cắn ở châu Phi, Nam Mỹ, Ấn Độ và châu Á.
Đá Adder châu Âu đầu thời Celt còn được gọi là đá rắn, và thường được làm từ thủy tinh màu, thường có lỗ. Mục đích của nó là để bảo vệ khỏi linh hồn ma quỷ chứ không phải là vết rắn cắn.
Tổ chức Y tế Thế giới tuyên bố rất rõ ràng rằng nó không có tác dụng đối với vết rắn cắn, lưu ý rằng hầu hết các vết rắn cắn là do rắn không có nọc độc. Họ nêu rõ rằng nên tránh dùng các loại thuốc truyền thống và các phương pháp điều trị khác như rạch hoặc cắt bỏ vết thương, hút hoặc đắp "đá đen".

## Mô tả
Có những mô tả khác nhau rất nhiều về cách tạo và sử dụng 'đá đen'.
Ở Peru, một viên đá đen là một chiếc xương bò nhỏ đã cháy thành than "đắp vào chỗ bị rắn độc cắn và buộc chặt tại chỗ. Nó bị bỏ lại đó trong vài ngày, trong thời gian đó nó được cho là hút nọc độc từ vết thương."
Nhà văn Ba Tư (Iran ngày nay) Kazwini mô tả rắn đá có kích thước bằng một quả hạch nhỏ. Vết thương do sinh vật có nọc độc gây ra được ngâm trong nước ấm hoặc sữa chua. Sau đó, viên đá rắn được thả vào chất lỏng để hút chất độc ra ngoài.
Mặc dù được gọi là 'đá' ở Congo, đá đen thường được làm từ xương động vật. Khi lấy từ rắn, nó thường là từ đầu, nhưng cũng được cho là chiết xuất từ đuôi.
Các bước được đề xuất trong một tờ rơi Châu Phi  là:
- Chọn xương đùi bò khô lớn
- Cắt nó thành những miếng nhỏ
- Làm mịn chúng bằng giấy nhám
- Gói các mảnh trong giấy bạc
- Đặt trong lửa than từ 15 đến 20 phút

## Nghiên cứu khoa học và quan điểm
Một nghiên cứu ở Nigeria đã khuyến nghị "giáo dục về sự cần thiết phải tránh sử dụng các biện pháp sơ cứu phổ biến có lợi ích đáng ngờ." Cũng chính các bác sĩ sau đó đã báo cáo rằng đá đen có thể có lợi, nhưng "những người sử dụng đá đen yêu cầu lượng antivenom cao hơn đáng kể so với những người sử dụng garô". Trong báo cáo của họ, họ ghi nhận tình trạng hoại tử mô cao hơn một chút ở những bệnh nhân sử dụng garô, nhưng điều này không có ý nghĩa (về mặt thống kê); các nhà khoa học khác đã khuyến cáo không nên dùng garô (xem điều trị rắn cắn và các phương pháp điều trị lỗi thời).
Một nghiên cứu y tế Bolivia tuyên bố: "trái với niềm tin phổ biến, không có hiệu quả để điều trị envenomation có thể được dự kiến của đá đen".
Một nghiên cứu của Ấn Độ cho biết: "các phương pháp phi khoa học như chữa bệnh bằng 'đá đen' góp phần vào việc trì hoãn tìm kiếm sự chăm sóc y tế thích hợp."

## Phương tiện thông tin đại chúng
- Trong bộ phim Ấn Độ Nagina năm 1986, đá rắn là chủ đề chính.
- Trong cuốn tiểu thuyết The Graveyard Book năm 2008 của Neil Gaiman, một vật phẩm trong cuốn sách là một viên đá rắn được mô tả là quý hiếm và có giá trị.
- Trong cuốn tiểu thuyết tiếng Bengali của Ấn Độ năm 2017 Sarpa Manav: Nagmoni Rohosyo, cơ sở của câu chuyện là đá rắn.[11]
- Đá rắn được người cha/ người kể chuyện trong The Swiss Family Robinson nhắc đến như một phương thuốc dân gian.